# Cliëntenbond in de Geestelijke Gezondheidszorg
De Cliëntenbond in de Geestelijke Gezondheidszorg (of kortweg de Cliëntenbond) was een Nederlandse patiëntenvereniging van patiënten, cliënten en ex-patiënten van GGz-instellingen. De bond was een belangenorganisatie die de positie en acceptatie van psychiatrische patiënten in de samenleving en in de zorginstellingen probeerde te verbeteren. Daarnaast gaf de bond gelegenheid tot lotgenotencontact.

## Geschiedenis

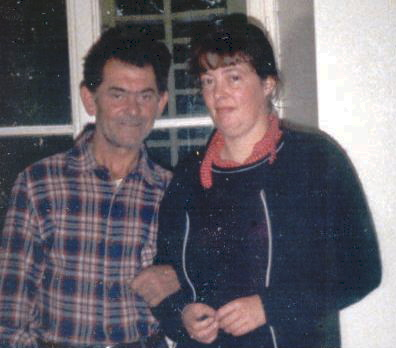
Psychiater Franco Basaglia, directeur van het psychiatrisch ziekenhuis in Triëst (Italië), was ertoe overgegaan een groot aantal van zijn patienten ambulant te begeleiden en hij had in de jaren 70 meerdere afdelingen gesloten. In september 1977 organiseerde hij op zijn ziekenhuisterrein een congres over de democratische psychiatrie; vanuit Nederland was een delegatie aanwezig met o.a. Dunya Breur voor de Cliëntenbond in de Geestelijke Gezondheidszorg en Geert Mak, journalist voor De Groene Amsterdammer en de Gekkenkrant. Op de foto Dunya Breur met een van de bewoners van het psychiatrisch ziekenhuis in Triëst.

De Cliëntenbond is op 11 september 1971 als vereniging opgericht, in eerste instantie voor de belangenbehartiging van ambulante patiënten. Naasten van jonge cliënten van het  Medisch Opvoedkundig Bureau in Leiden waren ontevreden over de behandeling van hun kinderen en richtten de Cliëntenbond op. Ze kregen steun van Corrie van Eijk, auteur van het boek Laten ze het maar voelen....  De Cliëntenbond maakte onderdeel uit van cliëntenbeweging en is gelieerd aan de antipsychiatrie en aan andere actiegroepen en democratiserings- en emancipatiebewegingen zoals de in 1964 opgerichte Stichting Pandora en de in 1980 opgerichte Landelijke Patiënten Raden (LPR). De LPR was een koepel van patiëntenraden die al sinds het midden van de jaren 70, in het kader van de opkomende inspraak en medezeggenschap, binnen de zorginstellingen werkten. De LPR is inmiddels gefuseerd met haar zusterorganisatie, de Landelijke Organisatie Cliëntenraden (LOC), in een nieuwe organisatie.
De bond en zijn leden organiseerden in de jaren '70, meestal samen met de Stichting Pandora, de LPR en verschillende ad-hocwerkgroepen, publiciteits- en protestacties om de publieke opinie en de politieke besluitvorming te beïnvloeden. In de jaren 70 startte men met het voeren van acties als de Dag van de Psychiatrie en Baas in eigen Brein. Men weet samen met de zusterorganisaties onder andere de invoering van de Wet BOPZ jaren te vertragen en de Stichting PVP van de grond te krijgen.
De bond is een van de organisaties geweest die begonnen is met het inrichten van inloophuizen die gericht waren op lotgenotencontact en aanvankelijk bedoeld waren als ontmoetingsplaats voor ambulante patiënten. Daarnaast werden er mede door leden van de bond en andere werkgroepen zelfhulpgroepen georganiseerd.
In de loop van de jaren tachtig en negentig veranderde het maatschappelijke klimaat. Er trad een explosieve groei op van het aantal ziektespecifieke patiëntenverenigingen. De bond ging samen met andere patiëntenverenigingen en hun koepel, de NPCF, in overleg met de overheid, de zorginstellingen en de ziektekostenverzekeraars over het verbeteren van de zorg. Vanwege de ervaringsdeskundigheid van zijn breed en diep in de geestelijke gezondheidszorg gewortelde kader en achterban werd de bond gesprekspartner aangaande deze verbeteringen in de zorg. Tijdens de onderhandelingen en het overleg om tot een consensus te komen heeft de bond een aanzienlijke inbreng gehad, waarvan het tot stand komen van de dagactiviteitencentra (DAC's) mede een resultaat is.
In 1999 lanceerde de bond zijn eigen website. In de 21e eeuw ging de Cliëntenbond samenwerken met de Stichting VOICE Nederland (geschreven als VO!CE), een koepelorganisatie van regionale cliëntenorganisaties. In 2009 nam het samenwerkingsverband de vaste activiteiten over Stichting Pandora, dat toen in ruste ging vanwege een subsidiestop. In 2011 fuseerden de Cliëntenbond en VOICE tot de Vereniging Geestdrift. Deze kwam een jaar later eveneens in geldnood door verlies van overheidssubsidie. In 2013 werd de vereniging ontbonden. De meeste activiteiten werden overgenomen door het Landelijk Platform GGz (LPGGz).

## Belangenbehartiging en activiteiten
De Cliëntenbond had een bescheiden aantal leden van rond de duizend. Van die leden was wel een relatief flink deel actief in vergelijking met de achterban van veel andere verenigingen. Dat lag waarschijnlijk aan het geweldloze activistische verleden van de bond en het feit dat veel leden uit de cliëntenraden afkomstig waren.
De vereniging houdt minimaal één maal per jaar haar ledenvergadering, waar verslag gedaan werd van de activiteiten over het voorgaande jaar en waar bestuursleden van het dagelijks- en het algemeen bestuur voorgedragen en gekozen werden. De ledenvergadering was het hoogste orgaan in de bond. De ledenvergadering was naast een formeel orgaan een belangrijk instrument voor lotgenotencontact op landelijk niveau. Als de financiële middelen het toelieten wordt er jaarlijks een ledenweekend georganiseerd waar leden elkaar konden ontmoeten en weerzien.
Vier maal per jaar verscheen een verenigingsblad, dat eerst Het Bulletin heette en later omgedoopt is in OndersteBoven. Voor vragen over zorg en rechten of het melden van klachten had de vereniging een telefonische hulplijn en een e-mailadres. De bond had ooit vijftien regionale afdelingen over het hele land, die themabijeenkomsten, een inloop of andere activiteiten organiseerden
Naast deze activiteiten verkocht de Cliëntenbond verkocht boeken en andere publicaties van patiënten of met bijdragen van patiënten uit, zoals egodocumenten (ervaringsverhalen) en dichtbundels.
De Cliëntenbond was aangesloten bij verschillende koepelorganisaties in de zorg, zoals de NPCF en het Landelijk Platform GGz (LPGGz).